# Frankenberger Oberland
Unter dem Frankenberger Oberland versteht man die praktisch waldfreie Nordabdachung des Burgwaldes nah der namensgebenden Stadt Frankenberg im Landkreis Waldeck-Frankenberg, unmittelbar südlich des Tals der Eder.
Naturräumlich wird das Frankenberger Oberland (345.5) dem Burgwald (Haupteinheit 345) zugerechnet und teilt sich auf in die Bottendorfer Flur (345.50) im Westen und die Geismarer Platte (345.51) an der nordöstlichen Nahtstelle zum Kellerwald. Im Südosten, an der Hauberner Hecke (345.510), erreicht die Geismarer Platte die Rhein-Weser-Wasserscheide.

## Naturräumliche Gliederung
Das Frankenberger Oberland teilt sich wie folgt auf:
- 345.5 Frankenberger Oberland
  - 345.50 Bottendorfer Flur (26,40 km²)
  - 345.51 Geismarer Platte (21,63 km² ohne Hauberner Hecke)
    - 345.510 Hauberner Hecke (8,97 km²)

## Lage und Grenzen
Die Bottendorfer Flur erhebt sich mit Höhenlagen zwischen etwa 300 und 350 m über NN unmittelbar zwischen dem das Tal der Eder begleitenden Frankenberger Grund im Norden und dem nördlichen Burgwald im Süden. Die sich östlich anschließende Geismarer Platte erreicht an den Flanken von Burg- (im Süden) und Kellerwald (Nordosten) sowie an der nördlichen Nahtstelle zum Hessensteiner Wald, dem südlichen Teil der Waldstruth, sogar um 400 m und an der den Südosten einnehmenden Hauberner Hecke auch mehrfach um 430 m.
Die sich nordwestlich anschließenden Naturräume Frankenberger Grund und Waldstruth sind bereits Teile des Ostsauerländer Gebirgsrandes, die das Rothaargebirge nach Osten abdachen.

## Orte
Neben den namensgebenden Orten Frankenberg und Bottendorf liegt noch der den äußersten Westen einnehmende Ort Birkenbringhausen in der Bottendorfer Flur. Beide letztgenannten Orte gehören zur Gemeinde Burgwald.
Namensgebend für den Ostteil sind die Frankenberger Ortsteile Geismar und Haubern. Zwischen beiden Orten liegt der kleine Ortsteil Dörnholzhausen, südwestlich davon Friedrichshausen.
Im Osten der Geismarer Platte liegen (von Nord nach Süd) die Frankenauer Ortsteile Ellershausen, Allendorf und Dainrode.

## Flüsse
Die Nemphe (14,2 km, 38,4 km², 294 l/s) erreicht die Bottendorfer Flur vom Burgwald südlich Bottendorfs aus und mündet in Frankenberg. Bereits im Süden Frankenbergs mündet ihr rechter Nebenfluss „Kaltes Wasser“ (8,7 km, 15,0 km², 112 l/s). Der Lengelbach (11,4 km, 25,8 km², 210 l/s) entspringt im Westen der Hauberner Hecke und verlässt die Geismarer Platte letztlich nach Nordosten, um fortan die Grenze zwischen Kellerwald und Waldstruth zu bilden.
Über die Hauberner Hecke verläuft ein Abschnitt der Rhein-Weser-Wasserscheide.

## Geologie
Geologisch liegt das Frankenberger Oberland im Übergang zwischen der Buntsandsteintafel des Burgwaldes und den Schiefergesteinen des Ostsauerländer Gebirgsrandes. Ein Zechsteingürtel, der diese beiden Gesteine voneinander trennt, belegt große Teile der Geismarer Platte und ist nördlich der Bottendorfer Flur in den zum Gebirgsrand gezählten Frankenberger Grund verlagert.

## Allgemeine Quellen
- BfN
  - Kartendienste
  - Landschaftssteckbrief Randsenken des Burgwaldes